# Перри, Томас
Томас Перри (англ. Thomas Sergeant Perry; 1845–1928) — американский литературовед, критик и переводчик. Друг детства и сподвижник американского писателя Генри Джеймса, сотрудник Гарвардского университета.

## Биография
Родился 23 января 1845 года в Ньюпорте, штат Род-Айленд, в семье Кристофера (англ. Christopher Grant Perry) и Френсис (англ. Frances Sergeant Perry) Перри. Его брат Мэтью Перри был военным и политическим деятелем США, коммодор; их дедушка - Оливер Перри был военным-флотоводцем, тоже коммодор. 
Перри получил степень бакалавра в Гарвардском университете в 1866 году и степень магистра в 1869 году. Между этими годами он учился в Европе - в Париже и Берлине. 
9 апреля 1874 года женился на Лилле Кэбот, видной американской художнице-импрессионистке.
С 1868 по 1872 годы он был репетитором по немецкому языку в Гарварде. Там же преподавал английские язык (с 1877 по 1881 годы) и литературу (в 1881-1882 годах). В 1898 году Перри стал профессором английской литературы в университете Кэйо, в Токио, Япония.
Томас Перри  был плодовитым публицистом, пишущим о самых разнообразных авторах, в числе которых Альфред де Мюссе, Артур Хью Клаф, Бертольд Ауэрбах, Жорж Санд, Марк Твен, Эдвард Фицджеральд, Вальтер Скотт, Виктор Шербюлье, Виктор Гюго, Уильям Блейк и Уильям Дин Хоуэллс; во многих литературных изданиях, включая North American Review и The Century: America's Time. Считается одним из наиболее активных пропагандистов русской литературы, сыгравшим решающую роль в обеспечении успеха романов и повестей И. С. Тургенева в Америке.
Умер после воспаления лёгких 7 мая 1928 года в г. Бостоне, штат Массачусетс. Был похоронен в Хэнкоке, штат Нью-Гэмпшир, на кладбище Pine Ridge Cemetery.